# Hecyra obscurator
Hecyra obscurator là một loài bọ cánh cứng trong họ Cerambycidae.